# ويليام جيمس أندرسون
ويليام جيمس أندرسون هو مؤرخ كندي، ولد في 2 نوفمبر 1812، وتوفي في 15 مايو 1873.